# 善珠
善珠（ぜんしゅ・ぜんじゅ、養老7年（723年） - 延暦16年4月21日（797年5月25日））は、奈良時代から平安時代前期にかけての僧。俗姓は阿刀氏で、玄昉の子とする史書もあるが、善珠の生まれた723年当時玄昉は遣唐使として唐に滞在している最中である。大和国の出身。秋篠寺の開基とされている。法相六祖の1人。
玄昉に師事して法相・因明に通じた。793年（延暦12年）比叡山文殊堂供養の堂達を、翌794年（延暦13年）には延暦寺根本中堂落慶の導師をつとめた。796年（延暦15年）には桓武天皇の命により故物部古麻呂のための法華経供養の導師をつとめた。797年（延暦16年）には皇太子安殿親王（後の平城天皇）の病気平癒祈願の功により僧正に任じられている。その後間もなくして75歳で没。奈良仏教の歴史の上で有数の著述家で、『唯識義燈増明記』・『唯識分量決』など20余りの著作が残る。

## 主な著作
- 『唯識義燈増明記』
- 『唯識分量決』
- 『因明論疏明燈抄』 - 『因明入正理論』の複注。因明史の重要文献[2]。